# Суслов Віктор Іванович
Віктор Іванович Суслов (нар. 25 лютого 1955, село Гродеково, Гродековський район, Приморський край, РРФСР) — український політик, народний депутат, міністр і чиновник. Кандидат економічних наук, доцент.
Кандидат у народні депутати від партії ОПЗЖ на парламентських виборах 2019 року, № 43 у списку.

## Життєпис
Народився 25 лютого 1955 року в селі Гродеково Гродековського району Приморського краю , РРФСР в сім'ї військовослужбовця.

## Родина
Дружина - Галина Дмитрівна - дитячий лікар. 
Дочка - Олена,1977 року.

## Освіта
Освіта вища, закінчив Харківський університет, економічний факультет в1977 році, економіст, викладач політекономії.
Аспірантуру там же (1980).
Кандидатська дисертація «Співвідношення екстенсивних і інтенсивних факторів економічного росту в умовах розвинутого соціалізму»  в1980 році.

## Кар`єра
- З 1977 року - аспірант, викладач, старший викладач Харківського державного університету.
- У 1984 - 1985 рр. - слухач курсів іноземних мов при Московському інституті іноземних мов.
- У 1986 - 1989 рр. - професор економічного факультету університету Едуардо Мондлане, Мапуту (Мозамбік).
- У 1989 - 1990 рр. - доцент Харківського державного університету.
- У 1990 - 1992 рр. - докторант Одеського інституту народного господарства.
- У 1992 - 1993 рр. - головний консультант Економічної служби Адміністрації Президента України Леоніда Кравчука.
- Березень 1993 року - червень 1994 року - радник Прем'єр-міністра України Юхима Звягільського[2][3].
- У 1994 - 1998 рр. - народний депутат України II скликання від Люботинського виборчого округу № 383, Харківська область. Голова Комітету з питань фінансів і банківської діяльності  1994 року - жовтень 1997 року. Член фракції СПУ і СелПУ.
- 25 липня 1997 року - 21 квітня 1998 року - міністр економіки України в уряді Валерія Пустовойтенка[4][5]. Член Ради національної безпеки і оборони України.
- 1998 -  2002 рр. - народний депутат України III скликання від СПУ-СелПУ, № 3 в списку.
- Член фракції СПУ і СелПУ травень -  жовтень 1998 року.
- Член фракції СелПУ жовтень 1998 року -  грудень 1999 року, позафракційний (грудень 1999 року -  лютий 2000 року.
- Член фракції СДПУ(о) лютий - вересень 2000 року.
- Уповноважений представник фракції «Яблуко» вересень 2000 року - грудень 2001року.
- Член Комітету з питань фінансів і банківської діяльності з липня 1998 року.
- Квітень 2002 року -  кандидат в народні депутати України від виборчого округу № 217 міста Київ, самовисування. «За» 6,43 %, 5 місце з 21 претендента. На час виборів - народний депутат України, безпартійний.
- 24 грудня 2002 року указом президента Кучми призначений головою Державної комісії з регулювання ринків фінансових послуг України[6].
- 27 квітня 2006 був звільнений «за неналежне виконання службових обов'язків і перевищення своїх повноважень». Потім формулювання кабмінівської ухвали змінилося на «відповідно до заяви», що допомогло Віктору Суслову уникнути судових розглядів.[7]
- Грудень 2006 року - грудень 2007 року - заступник міністра внутрішніх справ Василя Цушка[8][9].
- 5 березня 2009 року - знов призначений головою Державної комісії з регулювання ринків фінансових послуг України[10]. Залишив посаду 22 березня 2010[11].
- 3 липня 2013 року призначений Представником України в Євразійській економічній комісії[12].

Був членом Державної комісії з проведення в Україні грошової реформи (1996); членом Вищої економічної ради Президента України липень 1997 року - листопад 2001 року; членом Валютно-кредитної ради Кабінеті Міністрів України з січня 1998 року; членом Державної комісії з проведення в Україні адміністративної реформи з серпня 1997 року; членом Національної ради з питань якості - вересень 1997 року - липень 2000 року.
Очолював ТСК для вивчення ситуації, що склалася у зв'язку із заборгованістю по виплаті заробітної плати, пенсій і стипендій - 1996 року.
Голова Тимчасової слідчої комісії Верховної Ради України з розслідування діяльності НБУ - 1998 - 2000 рр.
Член Міжвідомчої комісії з питань фінансової безпеки при Раді національної безпеки і оборони України з травня 2001 року.
Заступник голови Тимчасової слідчої комісії Верховної Ради України з розслідування обставин банкрутства «Україна»  - 2000 - 2003 року.
Радник Прем'єр-міністра Анатолія Кінаха на громадських засадах (липень — листопад 2002).
Був членом Постійної делегації Верховної Ради України в ПАРЄ з січня 2001 року.
Секретар Координаційної ради при Кабінеті Міністрів України з реформування фінансового сектора  - 2003 року.
Голова групи міжпарламентських зв'язків з Бразилією - 1994 - 2002 рр.

## Погляди
Був прихильником інтеграції України до Євразійського Союзу та противником європейської інтеграції. Він є прихильником економічної політики протекціонізму.

## Відзнаки і нагороди
- Заслужений економіст України (з серпня 1997)[17].
- Нагороджений орденом «За заслуги» III ст. (серпень 2001)[18], Почесною нагородою «За гуманізм» («Союз Чорнобиль України»), орденом «Південний хрест» (2003, Республіка Бразилія).

## Виноски
1. ↑  Центральна виборча комісія
2. ↑  Постанова Кабінету Міністрів України від 27 квітня 1993 року № 306 «Про призначення Суслова В.І. радником Прем'єр-міністра України».
3. ↑  Постанова Кабінету Міністрів України від 11 червня 1994 року № 378 «Про увільнення Суслова В.І. з посади радника Прем'єр-міністра України».
4. ↑  Указ Президента України від 25 липня 1997 року № 695/97 «Про призначення В. Суслова Міністром економіки України»
5. ↑  Указ Президента України від 21 квітня 1998 року № 339/98 «Про звільнення В. Суслова з посади Міністра економіки України»
6. ↑  Указ Президента України від 24 грудня 2002 року № 1218/2002 «Про призначення В.Суслова Головою Державної комісії з регулювання ринків фінансових послуг України»
7. ↑  Виктор Суслов снова возглавит Госфинуслуг Украины, сменив Валерия Алешина
8. ↑  Постанова Кабінету Міністрів України від 13 грудня 2006 року № 1735 «Про призначення Суслова В.І. заступником Міністра внутрішніх справ України».
9. ↑  Розпорядження Кабінету Міністрів України від 24 грудня 2007 року № 1201-р «Про відставку Суслова В.І.».
10. ↑  Розпорядження Кабінету Міністрів України від 5 березня 2009 року № 230-р «Про призначення Суслова В.І. Головою Державної комісії з регулювання ринків фінансових послуг України».
11. ↑  Розпорядження Кабінету Міністрів України від 22 березня 2010 року № 576-р «Про відставку Суслова В.І.».
12. ↑  Розпорядження Кабінету Міністрів України від 3 липня 2013 року № 493-р «Про призначення Представника Уряду України в Євразійській економічній комісії».
13. ↑  Постанова Кабінету Міністрів України від 25 липня 2002 року № 1042 «Про призначення Суслова В.І. радником Прем'єр-міністра України».
14. ↑  Постанова Кабінету Міністрів України від 22 листопада 2002 року № 1815 «Про звільнення радників Прем'єр-міністра України на громадських засадах».
15. ↑  Виктор Суслов. Экономическое самоубийство Украины. (рос.). Рассвет. ТВ. 26.12.2014
16. ↑   Віктор Суслов: «Янукович намагався „тролити“ Путіна асоціацією з ЄС»
17. ↑  Указ Президента України від 15 серпня 1997 року № 816/97 «Про відзначення народних депутатів України»
18. ↑  Указ Президента України від 21 серпня 2001 року № 697/2001 «Про відзначення державними нагородами України працівників підприємств, організацій та установ»